# イワブクロ属
イワブクロ属（学名:Pennellianthus）とは、オオバコ科に属する植物の属。ここでは、かつてイワブクロが属していた属であるPenstemonについて記述する。ペンステモンもオオバコ科に属しており、約250種が主に新北区に分布し、被子植物では最大の北アメリカ固有属である。以前のクロンキスト体系などではゴマノハグサ科に分類されている。
葉は対生し、花は基部が筒状で上唇と下唇に分かれ、果実は蒴果である。長く突出した仮おしべ（不稔の雄しべ）が特徴であり、種によって様々な形状を呈する。仮雄しべは、典型的には長いまっすぐな花糸が花冠部分まで伸びるが、一部の種ではより長く突き出し多数の毛が生えるため、口から舌を突き出したようであるとしてbeardtongue（ひげ舌）の英名がある。
ペンステモンの殆どの種は落葉または半常緑の多年草で、低木や亜低木になるものもあり、高さは10cmほどのものから3メートルほどのものまである。
かつてはイワブクロ（学名:Pennellianthus frutescens）もペンステモンの1種とされていたが、形態・DNA両面から類縁関係が否定されている。ペンステモンのほとんどは新北区に分布するが、新熱帯区に分布する種類もある。北アメリカに広く分布し、砂漠から熱帯雨林、高山地帯などにも見られるが、現地でもよく見られる植物ではない。

## 歴史
ペンステモンが科学界で最初に記載されたのは1748年で、ジョン・ミッチェルの手による。ミッチェルは属名である「ペンステモン」の名のみを与えているが、これは現在Penstemon laevigatusと呼ばれている種に対し命名されたと考えられている。その後、1753年にカール・リンネはこれをジャコウソウモドキ属 Cheloneの1種と考え、Chelone pentstemonと命名し、5つ目の雄しべが異常な形をしていることをよく表す種小名を与えた。
ミッチェルの著作は1769年に再出版されたが、綴りはPenstemonのままであり、最終的にはこの綴りで定着した。他方、リンネによる「Pentstemon」の綴りも、20世紀中には使われていた。
18世紀中にはさらに数種が発見されたが、1820年代頃までそれらはジャコウソウモドキ属 Cheloneに分類され続けていた。メキシコやアメリカ合衆国西部の調査により、1810年にはペンステモンは4種しか知られていなかったのが、1850年には63種まで増え、1900年までにはさらに100種が記載された。この期間にはペンステモンの種子がヨーロッパの市場に出回るようになった。もっとも古い記録では1813年にジョン・フレイサーがロンドンで4種を売り出したのに遡り、1835年のフラナガン&ナッティングのカタログには9種が扱われていた。これらに続いて多くの交配品種がヨーロッパ中に普及した。
20世紀中、グレートベースンの僻地におけるフィールドワークの結果、ペンステモンの既知の種数は250種以上に達した。1932年から1957年の間、デイビッド・ケックはペンステモンの広範囲にわたる見直しを行った。1946年には、園芸と植物学の研究の促進のためにAmerican Penstemon Societyが組織された。

## 園芸
ペンステモンは北米原産の花の中では最も魅力的なものの一つであるが、19世紀初頭以来、ヨーロッパでは一層盛んに交配が行われ数百もの品種が開発された。最初期の発展については詳しく分かっておらず、例えば1835年のフラナガン＆ナッティングには「Penstemon hybridum」と書かれているものの詳細を伺うことはできない。
1860年代前後には、6人のフランス人育種家が優れた園芸品種を持っていることで知られていた。最も著名であったのはヴィクトール・ルモワーヌであり、1857年には、ウィルヘルム・フィッツァーが24の品種を挙げている。1861年に王立園芸協会が催したトライアルでは78品種が提出された。スコットランドのジョン・フォーブスは1870年に初めてペンステモンを扱って以降、世界最大のペンステモン栽培家となり、1884年の時点で180品種以上がカタログに掲載されていた。ルモワーヌは1911年に死去するまで470の品種を開発していたが、フォーブスは1900年の時点で既に550品種を売りに出していた。これらの品種は今日ほとんど残っていない。
ペンステモンは多くが高山地帯や砂漠に自生するため丈夫な植物であり、北米では乾燥地の植物を植えた庭園であるゼリスケープの景観を飾ることが多い。アリゾナ州のフラッグスタッフには北米で最大のペンステモンコレクションを擁する樹木園があり、毎年夏にペンステモン・フェスティバルが開催されている。